# كامبو دي أودونيل (أتلتيكو مدريد)
كامبو دي أودونيل كان ملعب أتليتيكو مدريد الرئيسي بين عامي 1913 و1923. لا ينبغي الخلط بينه وبين ملعب كامبو دي أودونيل الخاص بالمنافس نادي ريال مدريد، والذي كان يحمل نفس الاسم ويقع على بعد 200 متر منه وفي نفس الشارع الذي يسمى كالي دي أودونيل. سبقه ملعب تيرو ديل بيشون عام 1913. كانت المباراة الافتتاحية في 9 فبراير 1913، ضد أتلتيك بلباو، وفاز حينها 4-0.